# カワサキ・ニンジャZX-9R
カワサキ・ニンジャZX-9R（ニンジャ ゼットエックス-ナインアール）とは、川崎重工業が製造・販売していた輸出市場向け4ストローク直列4気筒899ccの大型自動二輪（オートバイ）である。愛称は車体ロゴの「ZX-9R」をカタカナ読みした「ユメタマ」。

## 概要
1992年ホンダから900ccながら下位モデルのような軽快なハンドリングを誇るCBR900RRファイアーブレードが発売され、衝撃を受けたカワサキは打倒ファイアーブレードを目標に、当時のカワサキのレプリカモデルとしては最大の排気量を持つZXR750のエンジンのボア×ストロークを899ccまで拡大、ZZR1100などに採用されていたカワサキお家芸のラムエアシステムを採用し、カワサキのスポーツモデルに与えられるサブネームNinjaを与えてZX-9Rを1994年にデビューさせた。ラムエアシステムが採用されたことにより、馬力ではファイアーブレードに勝ったが、大柄な車体や若干重い重量、グラブバーがあるなどとSSと見なされない事もあるが、そもそもカワサキとしては発売当初より「サーキットより公道を走ってナンボ」と公言している事から現在の基準からするとスポーツツアラーの元祖とも言える。ただし当時の同時期の他社SS達も「公道重視」なのは違いなく、その中ではレーサーに改造するのは比較的簡単な車両(B型ですらZXR750系のエンジンキットパーツが流用できた)で国内のXフォーミュラーを初め全世界で様々なレースタイトルを獲得している。
その後改良を行いながら2003年まで生産が続けられ、2004年に純粋にサーキット最速を全面に掲げて登場した後継車のZX-10Rにその座を譲り生産終了した。サーキット最速を掲げながら登場したZX-10Rは、アバンギャルドな作りが功をそうさず先祖帰りともとれる9Rと同様のツインスパーフレームを装備した2011年型が登場するまでサーキットでは苦杯をなめ続けた。
900ccであったのは
- 第3世代のZ1
- 新世代のニンジャとして、ニンジャのマジックナンバーである9(=900cc)を選択した

という理由がある。
- 現在のニンジャ1000、Z1000、Z900は9Rのエンジンを改造流用している。

販売台数はC型>B型>E型>F型の順番で多い。

## モデル一覧

### B型
- 1994年登場。初期型。ZXR750Rの流れを受け継ぐ純正倒立フォークはB型まで。ヘッドライトは2灯式で片側にプロジェクターライトを採用。

### C型
- 1998年登場。
- ライトは1灯式となる。
- 基本設計をZX-6Rベースにしたことにより約35kgの軽量化に成功。
- ZXR750由来のエンジンから決別、新設計の水冷直列4気筒エンジンを採用する（ボア×ストローク 75.0mm x 50.9mm）
- 輸出国の排ガス規制に対応したキャタライザー装備のD型が存在するが、日本への納車は見られない。
- ピボットのシャフト径やリンクユニットの違いからB⇔C間での互換性は低い。
- 重量や車体回りの差によりB型よりもスポーツ寄りだが、歴代の中で最も汎用性に長ける。
- フロントブレーキディスク軽量化優先のため（直径296mm・幅5.5mm）、ある程度使用すると歪み、ジャダーが発生しやすいとも言われるが、その原因の殆どは6podあるキャリバーの整備不良によるパッドの歪み当りによるもの。

### E型
- 2000年登場。
- ZX-12Rと同様の独立二眼式ヘッドライトの採用するなど、エクステリアの変更。
- ピボットや前後ホイールのシャフト、リンクユニットのスイングアームの取り付け部が2mm、C型から肥大化される。
- リアのホイールが5.50から6.00へ。タイヤは180・55から190・50へサイズアップ。
- 排出ガス規制未対応車種としての最終モデルのため、カタログスペック上は144PSを発揮。“9”史上最強モデルとなる（実際は、自主的な排出ガス規制装置が付いているため後輪で実馬力測定を行うとC型モデルに、ほんの若干劣る）。

### F型
- 2002年登場。最終型。
- グラブバーの撤去。
- Fブレーキキャリパーが6ポットから4ポットへ変更、ディスク径320mm。
- フォークピッチも変更。
- スーパーバイク世界選手権出場車両譲りのディメンションのニューフレームが採用されるなど、130か所に及ぶ改良。
- 3kgの重量増加により、同世代のSSからかけ離れた存在で（人によってはSSではないとの意見も[要出典]）あるが、実際にはGSX-R1000が台頭してくる以前では、全日本タイトルを獲得するなどの優れたレーサーベース車両だった。

## 主要諸元
| モデル         | 1994年（B1）                     | 1998年（C1）                            | 2000年（E1）                            | 2002年（F1）                            |
| -------------- | -------------------------------- | --------------------------------------- | --------------------------------------- | --------------------------------------- |
| エンジン       | 水冷・4ストローク・DOHC・4バルブ | 水冷・4ストローク・DOHC・4バルブ        | 水冷・4ストローク・DOHC・4バルブ        | 水冷・4ストローク・DOHC・4バルブ        |
| 気筒配列数     | 並列4気筒                        | 並列4気筒                               | 並列4気筒                               | 並列4気筒                               |
| 総排気量       | 899cm3                           | 899cm3                                  | 899cm3                                  | 899cm3                                  |
| 内径x行程      | 73.0mm x 53.7mm                  | 75.0mm x 50.9mm                         | 75.0mm x 50.9mm                         | 75.0mm x 50.9mm                         |
| 圧縮比         | 11.5：1                          | 11.5：1                                 | 12.2：1                                 | 12.2：1                                 |
| 最高出力       | 102kW(139ps)/10,500rpm           | 105kW(143ps)/11,000rpm                  | 106kW(144ps)/11,000rpm                  | 106kW(144ps)/11,000rpm                  |
| 最大トルク     | 96Nm(9.8kgfm)/9,000rpm           | 101Nm(10.3kgfm)/9,000rpm                | 101Nm(10.3kgfm)/9,200rpm                | 101Nm(10.3kgfm)/9,200rpm                |
| 全長           | 2,085mm                          | 2,050mm                                 | 2,050mm                                 | 2,065mm                                 |
| 全幅           | 725mm                            | 720mm                                   | 730mm                                   | 730mm                                   |
| 全高           | 1,165mm                          | 1,155mm                                 | 1,155mm                                 | 1,155mm                                 |
| シート高       | 800mm                            | 810mm                                   | 810mm                                   | 815mm                                   |
| 最低地上高     | 125mm                            | 160mm                                   | 160mm                                   | 160mm                                   |
| ホイールベース | 1,440mm                          | 1,415mm                                 | 1,415mm                                 | 1,415mm                                 |
| 乾燥重量       | 215kg                            | 183kg                                   | 183kg                                   | 186kg                                   |
| 燃料タンク容量 | 20.0L                            | 19.0L                                   | 19.0L                                   | 19.0L                                   |
| タイヤサイズ   | 前:120/70-ZR17 後:180/55-ZR17    | 前:120/70-ZR17(58W) 後:180/55-ZR17(73W) | 前:120/70-ZR17(58W) 後:190/50-ZR17(73W) | 前:120/70-ZR17(58W) 後:190/50-ZR17(73W) |
| 始動方式       | セル式                           | セル式                                  | セル式                                  | セル式                                  |
| 出典           | [ 1 ]                            | [ 1 ]                                   | [ 1 ]                                   | [ 1 ]                                   |